# Фатальний патруль
«Фатальний патруль» (також «Горе-варта» та інше, (англ. Doom Patrol)) — супергеройська команда, яка з'явилася в публікаціях DC Comics. Оригінальна команда вперше з'явилася у коміксі My Greatest Adventure #80 (червень 1963), створена письменниками Арнольдом Дрейком і Боб Хейні і художником Бруно Преміані. У 2019 року відбулася прем'єра телесеріалу «Фатальний патруль».
Перша команда складалася з суперсильних невдах, чиї здібності були викликані їх відчуженням і травмами. Названі «найдивовижнішими героями світу» (епітет, задуманий редактором Мюррі Болтіновим), оригінальна команда включала: The Chief (Нільс Колдер), Роботмен (Кліф Стіл), Еласті-Ґьорл (Ріта Фарр) та Негативного Чоловіка (Леррі Трейнор). Команда залишилася ядром коміксу My Greatest Adventure, який незабаром був перейменований у Doom Patrol з випуску #86 (березень 1964). Оригінальна серія була скасована у 1968 році, коли Дрейк вбив членів команди в останньому номері, Doom Patrol #121 (вересень — жовтень 1968). З тих пір було шість серій Doom Patrol, причому Роботмен був єдиним персонажем, який з'явився у всіх.

## Історія публікацій

### My Greatest Adventure: Doom Patrol(Vol. 1)
Фатальний патруль вперше з'явився в 1963 році, коли пригодницький тайтл «My Greatest Adventure» перейшов на супергеройський формат. Завдання письменника Арнольда Дрейка полягало в тому, щоб створити команду, яка підходить для обох цих форматів. З колегою-письменником Боб Хейні і художником Бруно Преміані він створив Doom Patrol, команду суперсильних невдах, яких в усьому світі вважають виродками. За словами Дрейка, редактор Мюррей Болтінов сказав йому, що My Greatest Adventure опинився під загрозою скасування, і він хотів, щоб він створив нову особливість, яка могла б зберегти її. Болтінов був захоплений початковим кроком Дрейка в Elasti-Girl і Automaton (змінився на Robotman третьою зміною вигляду команди, випуск 82), але Дрейк хотів отримати третього персонажа і Хані придумав Negative Man. Команда була спочатку оголошена як The Legion of the Strange.
Назва Doom Patrol з'явилася в My Greatest Adventure #80 в червні 1963 року. Дрейк і Хейні розробили сюжет для цього випуску разом, а потім кожен написав половину випуску самостійно (Дрейк — перша половина, Хейні — друга). Доктор Нілс Коулдер переконав Фатальний патруль ізолюватись від зовнішнього світу, щоб використовувати свої сили для більшого блага. My Greatest Adventure був офіційно перейменований The Doom Patrol, починаючи з 86-го випуску.
Члени Doom Patrol часто сваряться і мають  особисті проблеми, що вже було поширено серед супергероїв, опублікованих Marvel Comics, але було вперше в  лінійці DC. Вороги Фатального патруля відповідали дивному тону серії. Список злочинців включав  General Immortus, що шукає безсмертя, змінюючий форму Animal-Vegetable-Mineral Man і Brotherhood of Evil, яке очолював Brain, фактичний мозок, який жив завдяки технології. До складу Братства Зла також входили інтелігентні горили месьє Малла і Мадам Руж, яким були надані повноваження, подібні до повноважень повноцінного чоловіка, з особливим обличчям, що дозволяло їм уособлювати себе серед інших.
Фатальний патруль мав два кросовери: один з Challengers of the Unknown, об'єднавшись для боротьби з Multi-Man і Multi-Woman; і другий з Флешем у The Brave and the Bold #65.
Популярність коміксу зменшилася і видавець скасував його. Дрейк знищив весь Фатальний патруль в останньому номері, Doom Patrol 121 (вересень — жовтень 1968). Патруль Doom пожертвував своїм життям Madame Rougei General Zahl (який натиснув на кнопку фактичного вбивства), щоб врятувати невелике рибальське село Кодсвілль, штат Мен. Це вперше в історії коміксів, що скасований комікс закінчився тим, що більшість його головних героїв загинули. Художник Бруно Преміані і редактор Мюррей Болтінов з'явилися на початку і в кінці розповіді, просячи шанувальників написати до DC, щоб воскресити Doom Patrol.